# Country home
Country home is het debuutalbum van Bronco.

## Inleiding
Nadat Jess Roden en vrienden via Guy Stevens een contract hadden verkregen bij Island Records kon de band aan de slag in de Olympic Studios in Londen. Stevens trad daarbij op als muziekproducent; het bleek een valse start; het klikte niet. Roden en maten startten daarop nieuwe opnamen in de Basing Street Studio, waarbij Roden de functie van muziekproducent voor zijn rekening nam. Die studio was een omgebouwd kerkgebouw in Notting Hill. De op te nemen nummers waren eigenlijk alleen nog gerepeteerd in Kidderminster, woonplaats van Roden. Paul Samwell-Smith overzag de opnamen en mixte het album.
Het album werd gepromoot via de single Lazy now/A matter of perspective, twee nummers die niet op de elpee kwamen. A matter of perspective was geschreven door Gammond en Clifford T. Ward, die ook meezong op Misfit on your stair. Het Nieuwsblad van het Noorden van 24 februari 1971 zag een beginnende en weinig talentvolle band in de traditie van The Band, die te lieflijk speelde, alhoewel de nummers Misfit en Home wel potentie hadden. OOR's Pop-encyclopedie (versie 1982) omschreef de muziek als richting van Crosby, Stills & Nash (& Young). Commercieel deed de plaat echter niets.
Country home moet hier letterlijk genomen worden; op de platenhoes staat het huis waarin Roden destijds woonde.

## Musici
- Jess Roden – zang, akoestische gitaar, percussie
- Kevyn Gammond – gitaren, achtergrondzang
- Robbie Blunt – gitaren, achtergrondzang
- John Pasternak – basgitaar, achtergrondzang
- Pete Robinson – drumstel, mondharmonica, achtergrondzang

Met
- Clifford T. Ward – zang op Misfit
- Jeff Bannister – piano op Misfit en Home (hij kwam uit The Alan Bown Set)

## Muziek
| Nr. | Titel                                | Duur |
| --- | ------------------------------------ | ---- |
| 1.  | Civil of you stranger (Blunt)        | 3:54 |
| 2.  | Love (Roden)                         | 4:31 |
| 3.  | Misfit on your stair (Ward, Gammond) | 3:12 |
| 4.  | Bumpers West (Suzy Worth)            | 5:51 |

| Nr. | Titel                                 | Duur |
| --- | ------------------------------------- | ---- |
| 1.  | Home (Roden)                          | 4:08 |
| 2.  | Well anyhow (Bronco)                  | 7:02 |
| 3.  | Time (so long between) (Roden, Blunt) | 5:13 |